# 51 (число)
51 (пятьдесят один) — натуральное число, расположенное между числами 50 и 52.

## В математике
- 6-е пятиугольное число
- 6-е число Моцкина.
- 3-е восемнадцатиугольное число
- 9-е триморфное число
- 14-е счастливое число
- 251 = 2 251 799 813 685 248

## В науке
- Атомный номер сурьмы.

## В других областях
- 51 год.
- 51 год до н. э.
- 1951 год.
- ASCII-код символа «3».
- 51 мм — диаметр пожарного рукава.
- 51 — Код субъекта Российской Федерации и Код ГИБДД-ГАИ Мурманской области.
- Зона 51 секретная база ВВС США расположенная в Неваде.
- Код 51. Новая эра (книга, автор: Грегори Кравински)